# 2005-ös Formula–1 európai nagydíj
Az európai nagydíj volt a 2005-ös Formula–1 világbajnokság hetedik futama, amelyet 2005. május 29-én rendeztek meg a német Nürburgringen.

## Időmérő edzés
Az időmérőn Nick Heidfeld élete első pole-pozícióját szerezte Räikkönen és Webber előtt.
| Helyezés | Versenyző            | Csapat/Motor      | Idő      | Különbség |
| -------- | -------------------- | ----------------- | -------- | --------- |
| 1        | Nick Heidfeld        | Williams-BMW      | 1:30.081 | –         |
| 2        | Kimi Räikkönen       | McLaren-Mercedes  | 1:30.197 | + 0.116   |
| 3        | Mark Webber          | Williams-BMW      | 1:30.368 | + 0.287   |
| 4        | Jarno Trulli         | Toyota            | 1:30.700 | + 0.619   |
| 5        | Juan Pablo Montoya   | McLaren-Mercedes  | 1:30.890 | + 0.809   |
| 6        | Fernando Alonso      | Renault           | 1:31.056 | + 0.975   |
| 7        | Rubens Barrichello   | Ferrari           | 1:31.249 | + 1.168   |
| 8        | Ralf Schumacher      | Toyota            | 1:31.392 | + 1.311   |
| 9        | Giancarlo Fisichella | Renault           | 1:31.566 | + 1.485   |
| 10       | Michael Schumacher   | Ferrari           | 1:31.585 | + 1.504   |
| 11       | Felipe Massa         | Sauber-Petronas   | 1:32.205 | + 2.124   |
| 12       | David Coulthard      | Red Bull-Cosworth | 1:32.553 | + 2.472   |
| 13       | Jenson Button        | BAR-Honda         | 1:32.594 | + 2.513   |
| 14       | Vitantonio Liuzzi    | Red Bull-Cosworth | 1:32.642 | + 2.561   |
| 15       | Jacques Villeneuve   | Sauber-Petronas   | 1:32.891 | + 2.810   |
| 16       | Szató Takuma         | BAR-Honda         | 1:32.926 | + 2.845   |
| 17       | Tiago Monteiro       | Jordan-Toyota     | 1:35.047 | + 4.966   |
| 18       | Patrick Friesacher   | Minardi-Cosworth  | 1:35.954 | + 5.873   |
| 19       | Narain Karthikeyan   | Jordan-Toyota     | 1:36.192 | + 6.111   |
| 20       | Christijan Albers    | Minardi-Cosworth  | 1:36.239 | + 6.158   |

## Futam
A rajtnál a finn megelőzte Heidfeldet és a verseny végéig vezetett. Az utolsó körökben Räikkönen jobb első kereke egyre erősebben vibrálni kezdett, a második Alonso folyamatosan közeledett hozzá. Az utolsó körben, az első kanyarban a McLaren jobb első kerekének felfüggesztése eltört, Räikkönen kiesett. A leggyorsabb kört (1:30,711) autózó Fernando Alonso lett a győztes Heidfeld, Barrichello, Coulthard, Michael Schumacher, Fisichella, Montoya és Trulli előtt. Webber és Ralf Schumacher kiesett a futamon.
| Helyezés | Rajtszám | Versenyző            | Csapat/Motor      | Futott kör | Idő/Kiesés oka | Rajthely | Pont |
| -------- | -------- | -------------------- | ----------------- | ---------- | -------------- | -------- | ---- |
| 1        | 5        | Fernando Alonso      | Renault           | 59         | 1h31:46.648    | 6        | 10   |
| 2        | 8        | Nick Heidfeld        | Williams-BMW      | 59         | + 16.567       | 1        | 8    |
| 3        | 2        | Rubens Barrichello   | Ferrari           | 59         | + 18.549       | 7        | 6    |
| 4        | 14       | David Coulthard      | Red Bull-Cosworth | 59         | + 31.588       | 12       | 5    |
| 5        | 1        | Michael Schumacher   | Ferrari           | 59         | + 50.445       | 10       | 4    |
| 6        | 6        | Giancarlo Fisichella | Renault           | 59         | + 51.932       | 9        | 3    |
| 7        | 10       | Juan Pablo Montoya   | McLaren-Mercedes  | 59         | + 58.173       | 5        | 2    |
| 8        | 16       | Jarno Trulli         | Toyota            | 59         | + 1:11.091     | 4        | 1    |
| 9        | 15       | Vitantonio Liuzzi    | Red Bull-Cosworth | 59         | + 1:11.529     | 14       |      |
| 10       | 3        | Jenson Button        | BAR-Honda         | 59         | + 1:35.786     | 13       |      |
| 11       | 9        | Kimi Räikkönen       | McLaren-Mercedes  | 58         | Felfüggesztés  | 2        |      |
| 12       | 4        | Szató Takuma         | BAR-Honda         | 58         | + 1 kör        | 16       |      |
| 13       | 11       | Jacques Villeneuve   | Sauber-Petronas   | 58         | + 1 kör        | 15       |      |
| 14       | 12       | Felipe Massa         | Sauber-Petronas   | 58         | + 1 kör        | 11       |      |
| 15       | 18       | Tiago Monteiro       | Jordan-Toyota     | 58         | + 1 kör        | 17       |      |
| 16       | 19       | Narain Karthikeyan   | Jordan-Toyota     | 58         | + 1 kör        | 19       |      |
| 17       | 21       | Christijan Albers    | Minardi-Cosworth  | 57         | + 2 kör        | 20       |      |
| 18       | 20       | Patrick Friesacher   | Minardi-Cosworth  | 56         | + 3 kör        | 18       |      |
| Ki       | 17       | Ralf Schumacher      | Toyota            | 33         | Kicsúszás      | 8        |      |
| Ki       | 7        | Mark Webber          | Williams-BMW      | 0          | Baleset        | 3        |      |

## A világbajnokság élmezőnyének állása a verseny után
| H | Versenyzők      | Pont | H | Konstruktőrök    | Pont |
| - | --------------- | ---- | - | ---------------- | ---- |
| 1 | Fernando Alonso | 59   | 1 | Renault          | 76   |
| 2 | Kimi Räikkönen  | 27   | 2 | McLaren-Mercedes | 53   |
| 3 | Jarno Trulli    | 27   | 3 | Toyota           | 44   |
| 4 | Nick Heidfeld   | 25   | 4 | Williams-BMW     | 43   |
| 5 | Mark Webber     | 18   | 5 | Ferrari          | 31   |

## Statisztikák
Vezető helyen: 
- Kimi Räikkönen: 47 (1-18 / 24-29 / 31-43 / 48-58)
- David Coulthard: 1 (19)
- Fernando Alonso: 9 (20-23 / 44-47 / 59)
- Nick Heidfeld: 1 (30)

Fernando Alonso 5. győzelme, 3. leggyorsabb köre, Nick Heidfeld 1. pole-pozíciója
- Renault 22. győzelme.